# Bornemissza Árpád
Kálnói és ádámföldi Bornemissza Árpád (Kassa, 1848. december 24. – Kassa, 1885. január 4.) huszárhadnagy.

## Élete
Bornemissza János és Tahy Kata fia volt. A kassai premontreieknél hat gimnáziumi osztályt végzett, majd egy évet a bécsi hadapródiskolában töltött; 1865. május 25-én hadnagynak lett kinevezve a 8. huszárezrednél. Részt vett a königgrätzi csatában, tulajdonosa volt az 1866-ban kiadott hadi éremnek és a tizenkét évi szolgálatért járó szolgálat-keresztnek. Beszélt a magyar nyelven kívül német, francia, cseh, lengyel és szlovák nyelven, és szenvedélyes karikaturista is volt. 

## Munkái
Szépirodalmi humorisztikus tárcái, beszélyei és történeti dolgozatai megjelentek a Főv. Lapokban (1880–81, 1885, 1887), a kassai Pannoniában (1880), az Ungban (1883–84, 1887–79), a Miskolcz és Vidékében, a Hölgyvilágban (1884 Mondego, ered. regény) és a Ludovica Akadémia Közlönyében (1887. Algi meghódítása.)
Kéziratban: A német rend története és Csevegések Francziaország ősi és középkori irodalmáról.